# Łuczyce (rejon kowelski)
Łuczyce (ukr. Лучичі) – wieś na Ukrainie w rejonie kowelskim, w obwodzie wołyńskim, położona nad rzeką Prypeć. W II Rzeczypospolitej miejscowość wchodziła w skład gminy wiejskiej Górniki w powiecie kowelskim, w województwie wołyńskim.
Do 2020 w rejonie ratnieńskim.